# تاريخ الدعارة
تاريخ الدعارة مُورست الدعارة عبر الثقافة القديمة والحديثة. وتم وصفها بأنها «أقدم مهنة في العالم»، وعلى الرغم من المحاولات المستمرة لتنظيمها، إلا أنها لا تزال على حالها تقريبًا.[بحاجة لمصدر]

## القرن الثامن عشر
وفقًا لدرويش إسماعيل آغا، في أرشيف "Dellâkname-i Dilküşâ" في المحفوظات العثمانية، أنه في الحمامات التركية، كان المدلكون شبانًا تقليديًا ساعدوا في غسل الزبائن بغسل وتطهير أجسادهم، بالإضافة إلى عملهم بالجنس. وصفت النصوص العثمانية من هم، وما أسعارهم، وعدد المرات التي يمكنهم إيصال زبائنهم إلى النشوة الجنسية وتفاصيل ممارساتهم الجنسية.
في القرن الثامن عشر، ومن المحتمل في البندقية، بدأت المومسات باستخدام العازل الذكري المصنوع من الأوتار أو الأمعاء.

## القرن العشرين
خلال الحرب العالمية الأولى، طورت القوات المسلحة الأمريكية في مستعمرة الفلبين برنامجًا لإدارة العاهرات أطلق عليه اسم «الخطة الأمريكية». حيث مكّنت القوات المسلحة من القبض على أي امرأة على بعد خمسة أميال من التجمع العسكري الأمريكي. إذا كانت مصابة، يحكم عليها إما إلى مستشفى أو إلى مستعمرة المزرعة حتى يتم علاجها.
عملت الخطة الأمريكية في الولايات المتحدة بدءًا من عام 1910 واستمرت في بعض الأماكن حتى الخمسينيات. حيث استهدفت المهاجرون والأقليات والفقراء في المقام الأول.
في عام 1921، تم توقيع الاتفاقية الدولية لقمع الاتجار بالنساء والأطفال من عدة أطراف في عصبة الأمم. في هذه الاتفاقية، أعلنت بعض الدول تحفظاتها على الدعارة.

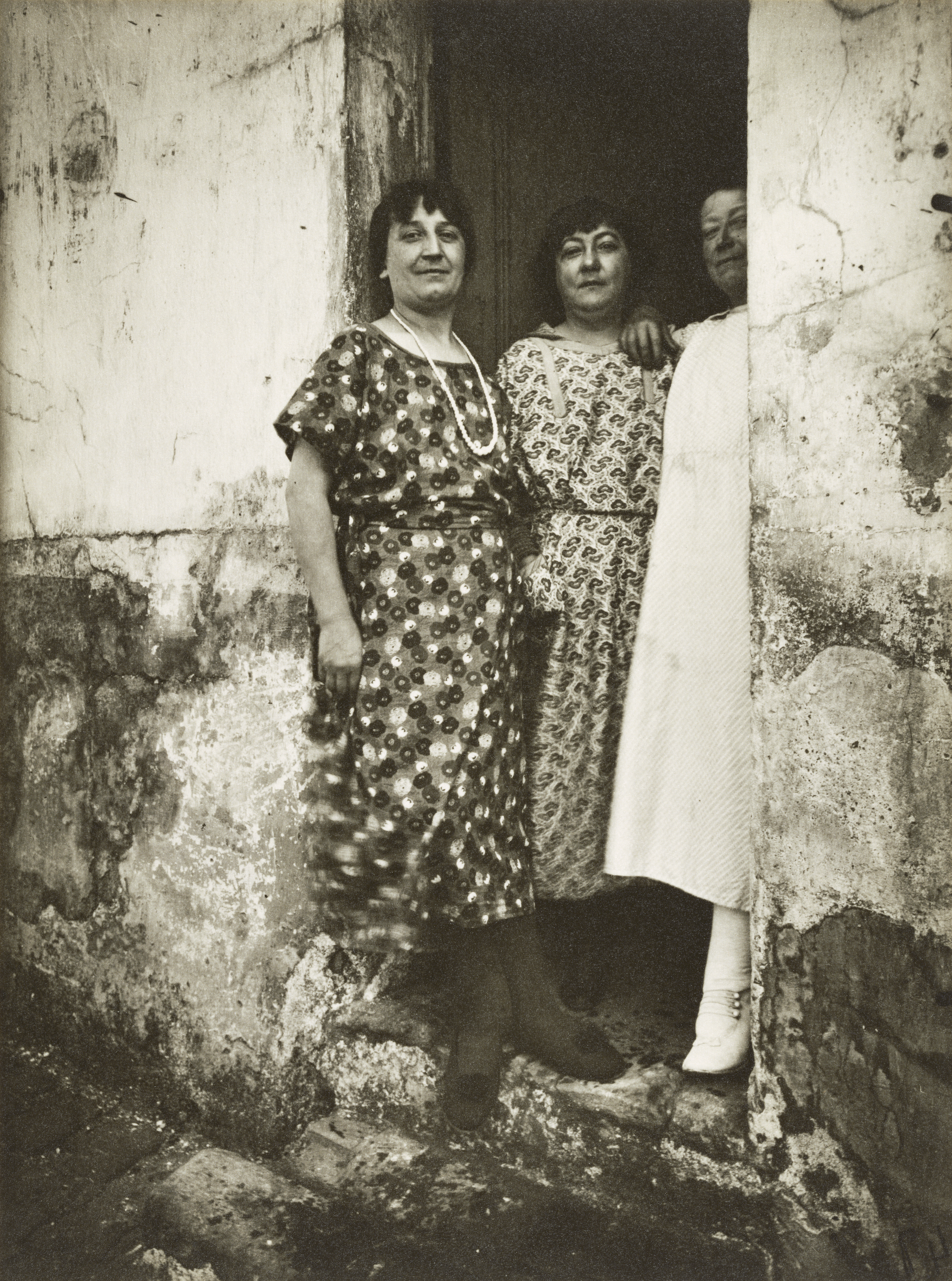
ثلاث مومسات في مدخل شارع في منطقة حي دعارة في باريس، كاليفورنيا. 1924-1925، تم تصويره من قِبل يوجين أتجيت.

عارض قادة الشيوعيين الكبار الدعارة. حيث اعتبر كارل ماركس الأمر «مجرد تعبير محدد عن الدعارة العامة للعامل»، واعتبر إلغاءها ضروريًا للتغلب على الرأسمالية. اعتبر فريدريش إنجلز الزواج شكلاً من أشكال الدعارة. ووجد فلاديمير لينين أن ممارسة الجنس مزرية. غالبًا ما كانت الحكومات الشيوعية تتخذ خطوات واسعة النطاق لقمع الدعارة فور حصولهم على السلطة، على الرغم من استمرار هذه الممارسة دائمًا. في الدول التي ظلت شيوعية بالاسم بعد نهاية الحرب الباردة، وخصوصًا الصين، ظلت الدعارة غير قانونية ولكنها كانت شائعة رغم ذلك. في العديد من الدول الشيوعية الحالية أو السابقة، أدى الكساد الاقتصادي الناجم عن تفكك الاتحاد السوفيتي إلى زيادة الدعارة.
خلال الحرب العالمية الثانية، انخرط الجنود اليابانيون في الدعارة القسرية خلال اجتياحاتهم في جميع أنحاء شرق آسيا وجنوب شرق آسيا. أصبح مصطلح «نساء المتعة» في اليابان تعبيرًا ملطفًا عن ما يقدر بنحو 200,000 من النساء الكوريات والصينيات اللائي أجبرن على ممارسة الدعارة في بيوت الدعارة العسكرية اليابانية خلال الحرب.

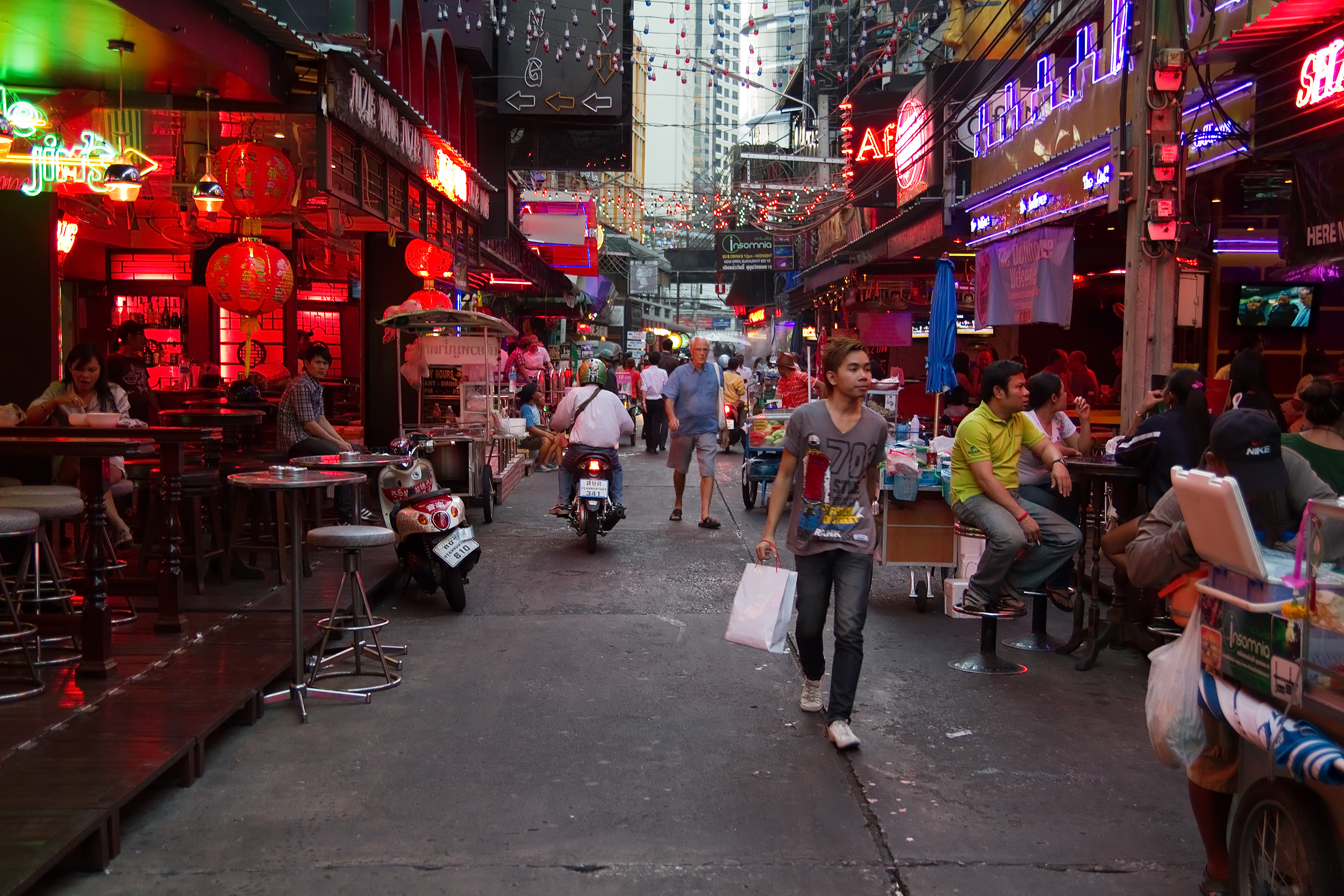
حي صوا كاوبوي، بتايلاند حيث الضوء الأحمر الذي يشير إلى بيوت الدعارة واستقطاب السياحة الجنسية.

ظهرت السياحة الجنسية في أواخر القرن العشرين كجانب مثير للجدل في السياحة الغربية والعولمة. عادة ما ينفذ السياحة الجنسية دوليا السياح من الدول الغنية. وفقًَا للكاتب نيلز رينغدال أن ثلاثة من كل أربعة رجال تتراوح أعمارهم بين 20 و 50 سنة زاروا آسيا أو أفريقيا دفعوا مقابل ممارسة الجنس.
في نهاية القرن العشرين ظهر نهج قانوني جديد للدعارة، أطلق عليه النموذج السويدي. وشمل ذلك حظر شراء، وليس بيع، الخدمات الجنسية. وهذا يعني أن العميل وحده هو الذي يرتكب جريمة في ممارسة الجنس المدفوع، وليس دعارة. تم سن هذه القوانين في السويد (1999)، النرويج (2009)، أيسلندا (2009)، كندا (2014)، أيرلندا الشمالية (2015)، فرنسا (2016)، وجمهورية أيرلندا (2017)، ويتم النظر فيها أيضًا في الولايات القضائية الأخرى. هذه القوانين هي محاولة لحماية العامل واحتضان تداعيات الثورة الجنسية، وهذا يعني أن الجنس سيحدث، ومن أجل أن يحدث ذلك بأمان واحترام، يجب أن يكون هناك تنظيم «حر».

## القرن الحادي والعشرين

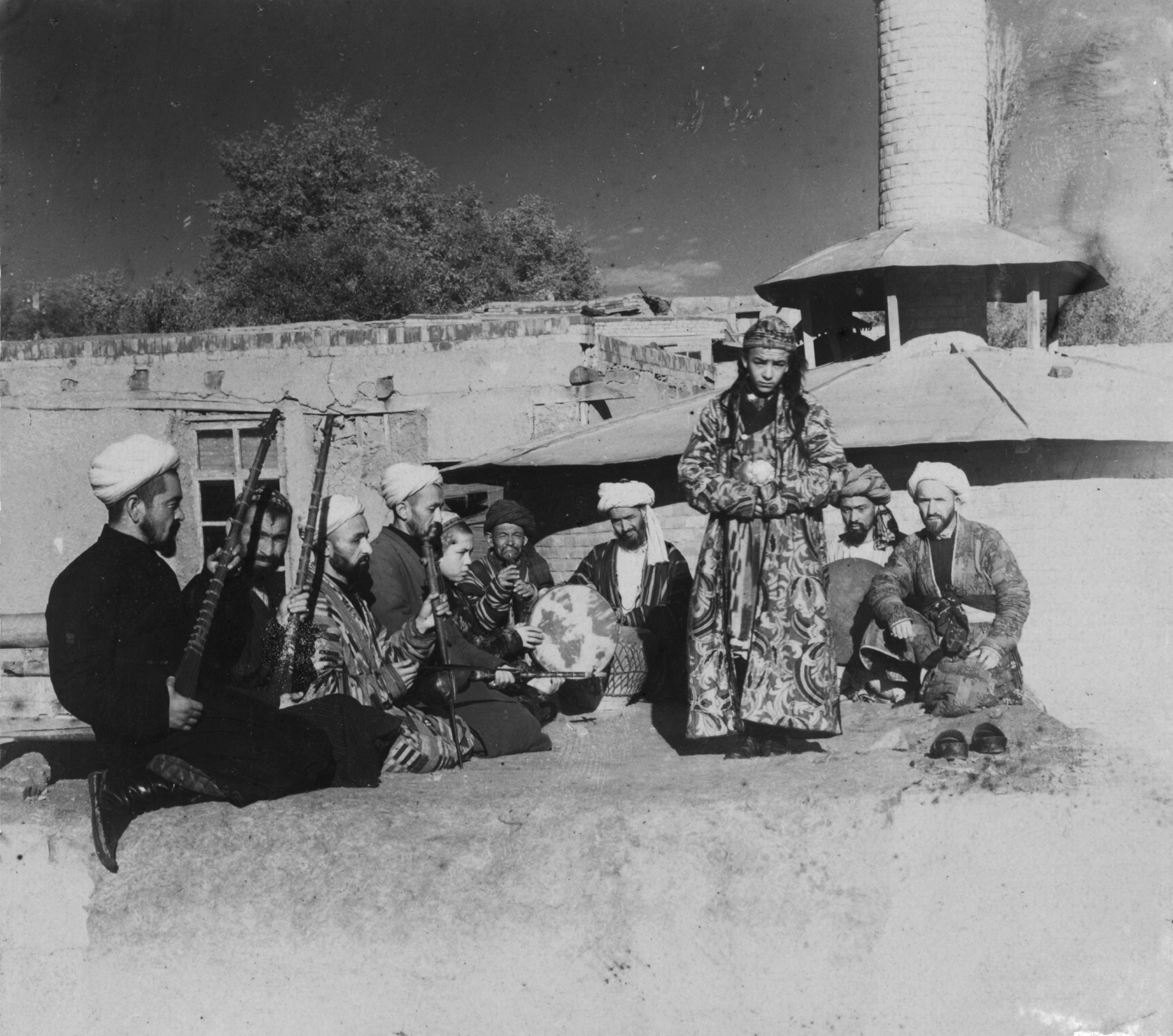
فتى يرقص ضمن مجموعة من العازفين في أوزبكستان 1905 - 1915.

في القرن الحادي والعشرين، أحيا الأفغان طريقة لبغاء الأطفال الصغار، والتي يشار إليها باسم باشا بازي.
منذ انهيار الاتحاد السوفيتي، انتقلت الآلاف من نساء أوروبا الشرقية إلى البغايا في الصين وأوروبا الغربية وإسرائيل وتركيا كل عام. هناك عشرات الآلاف من النساء من أوروبا الشرقية وآسيا يعملن في الدعارة في دبي. يشكل الرجال من المملكة العربية السعودية والإمارات العربية المتحدة نسبة كبيرة من الزبائن.
تُجبر الفتيات الفقيرات واللاتي يعرفن بـ«ديفاداسي» في الهند من قبل أسرهن الفقيرة على إهداء أنفسهن للإلهة الهندوسية رينوكا. في عام 2007، كتبت بي بي سي أن الديفاداسيهن«عاهرات مقدسات.»

## المملكة المتحدة
عام 1956، اعتمدت المملكة المتحدة قانون الجرائم الجنسية، حيث القانون لا يجرم فعل الدعارة نفسه، بل يحظر أنشطة مثل إدارة بيت للدعارة والجنس مدفوع الأجر. سيتم إلغاؤه جزئيًا وتغييره بموجب قانون الجرائم الجنسية لعام 2003.
تم الإعراب عن القلق في ستينيات القرن العشرين بشأن استخدام المهاجرين الباكستانيين الفتيات المراهقات البريطانيات البيض. لاحقت إدارات الشرطة هذه الفتيات أوائل ستينيات القرن العشرين ووصفت بأنها«جذابة المظهر وملفتة للانتباه وليست ذات مظهر شائع [...]. كان من المؤكد اعتماد اكتساب عيشهن عن طريق الدعارة ومع الباكستانيين.»

## الولايات المتحدة

قانونية الدعارة في بيوت الدعارة في مقاطعات ولاية نيفادا الريفية
الدعارة مسموح بها، واحد على الأقل من بيوت الدعارة نشطة.
الدعارة مسموح بها، لكن لا يوجد بيوت دعارة نشطة.
الدعارة محظورة.

كانت الدعارة في الولايات المتحدة قانونية في الأصل. وأصبحت غير قانونية في جميع الولايات تقريبًا بين عامي 1910 و 1915 بسبب تأثير الاتحاد النسائي المسيحي للاعتدال (وكتو)، الذي كان له تأثير في حظر تعاطي المخدرات وكان قوة رئيسية في حظر الكحول. في عام 1917، أغلقت الحكومة الفيدرالية حي ستوريفيل في نيو أورليانز بسبب الاعتراضات المحلية كونه حي للدعارة. في مقاطعة ديدوود في ولاية داكوتا الجنوبية، رغم أن الدعارة غير قانونية من الناحية الفنية، كانت السلطات متساهلة مع السكان المحليين والمسؤولين لعقود من الزمان حتى تم أسقطت في عام 1980 آخر سيدة من قبل سلطات الولاية والسلطات الفيدرالية بسبب تهربها الضريبي. ظلت الدعارة قانونية في ألاسكا حتى 1953، ولا تزال قانونية في بعض المقاطعات الريفية في ولاية نيفادا، بما في ذلك المناطق خارج لاس فيغاس.
ابتداءً من أواخر الثمانينيات، زادت العديد من الولايات من العقوبات المفروضة على الدعارة في الحالات التي تكون فيها البغاء مصابة بفيروس نقص المناعة البشرية (الإيدز) عن عمد. تشترط هذه القوانين، المعروفة غالبًا باسم قوانين الدعارة الجناية، اختبار أي شخص يُقبض عليه بسبب الدعارة لفحص الإيدز. إذا كانت نتيجة الاختبار إيجابية، يتم إبلاغ المشتبه به بأن أي توقيف له في المستقبل للبغاء سيكون جنائي بدلًا من جنحة. تختلف العقوبات على الدعارة باختلاف الولاية التي لديها مثل هذه القوانين، مع عقوبات قصوى تتراوح بين 10 إلى 15 سنة. بثت حلقة من برنامج رجال الشرطة "Cops" أوائل تسعينيات القرن العشرين، عرضت فيه بالتفصيل أثر مرض الإيدز بين البغايا. ساهمت هذه الحلقة في التوعية بالمرض.